# Джоби, Моду
Алаги Джоби Моду (англ. Alagie Modou Jobe; род. 27 октября 1988) — гамбийский футболист, вратарь руандского клуба «Мусанзе» и сборной Гамбии.

## Клубная карьера
Родился в деревне Саньянг, Гамбия. Выступал в команде местной деревни, затем переехал в город Бундунг, где выступал за местные команды третьего дивизиона; «Фламинго», «Нгуме» и «Балл Конги». Несколько лет выступал за команду «Сере Кунда», в составе которой выигрывал зональные матчи Супер Наветтан.
Воспитанник клуба Реал из Банжула. В составе клуба трижды становился чемпионом (2007, 2012, 2014) и выходил в финал Суперкубка. Выступал за сенегальские клубы Ньярри Талли и «Лингер». В составе «Ньярри Талли» стал обладателем Кубка Сенегала 2015.
Зимой 2018 года перешёл в нигерийский «Эль-Канеми Уорриорс», подписав двухлетний контракт. 4 марта в матче против «Нигер Торнадос» Моду дебютировал за новый клуб.
Весной 2019 года стал игроком саудовского клуба «Джидда». 3 ноября в поединке против «Хеттен» он дебютировал в Кубке Саудовской Аравии. В апреле 2021 года перешёл в сенегальский «Ндиамбур», однако уже в июне покинул клуб. В августе вернулся в Нигерию, подписав контракт с «Эньимба».
В июне 2021 года на правах свободного агента стал игроком южноафриканского «Блэк Леопардс». 16 октября в матче против «ЮДР Старс» Джоби дебютировал в Первом дивизионе. В июле 2023 года перешёл в руандский «Мусанзе».

## Международная карьера
16 июня 2007 года в матче квалификации на КАН 2008 против сборной Кабо-Верде Джоби дебютировал в составе национальной сборной Гамбии.
В 2022 году в составе сборной Гамбии принял участие на Кубке африканских наций 2021 в Камеруне. На турнире сыграл в матчах против сборных Мавритании и Мали.
В 2024 году в составе сборной Гамбии принял участие на Кубке африканских наций 2023 в Кот-д’Ивуаре. На турнире был запасным и на поле не выходил.